# Liga Campionilor EHF Masculin
Liga Campionilor EHF este cea mai importantă competiție de handbal între cluburi pentru echipele masculine din Europa și implică cele mai importante echipe din cele mai importante țări europene. Competiția este organizată în fiecare an de EHF. Denumirea oficială a competiției masculine este EHF Champions League Men.
Clasamentul coeficientului EHF decide ce echipe au acces și în ce etapă intră.

## Eligibilitate și calificare
În fiecare an, EHF publică un clasament al federațiilor sale membre. Primele 9 națiuni sunt automat autorizate să participe la turneu cu campioana națională. Federația națională clasată pe primul loc în Liga Europeană EHF, în prezent Germania, primește un al doilea loc de calificare pentru vicecampioana națională.Celelalte 6 poziții sunt desemnate prin wildcards, fiecare federație națională care nu are 2 echipe deja calificate putând să prezinte un singur candidat. Wildcards-urile sunt judecate pe baza a cinci criterii: locul de desfășurare, televiziunea, spectatorii, rezultatele din competițiile EHF anterioare și management digital.

## Formatul turneului
În fiecare an, EHF publică un clasament al federațiilor sale membre. Primele nouă națiuni au dreptul de a participa la turneu cu campionul lor național. În plus, al zecelea loc este rezervat pentru federația națională cel mai bine clasată în Liga Europeană EHF Masculină. Federațiile naționale au voie să solicite upgrade-uri pentru echipele lor eligibile să joace în Liga Europeană EHF și, pe baza listei de criterii, Comitetul Executiv al EHF aprobă șase upgrade-uri.
Liga Campionilor EHF este împărțită în patru etape. Toate echipele participante intră în competiție în faza grupelor.
Actualul sistem de joc a fost introdus înainte de sezonul 2020/21.

### Faza grupelor
Începând cu sezonul 2020/21, formatul prevede formarea a două grupe, cu câte opt echipe în Grupele A și B. Toate echipele din fiecare grupă joacă între ele de două ori, în meciuri acasă și în deplasare (14 runde în total). Primele două echipe din grupele A și B avansează direct în sferturile de finală, în timp ce echipele de pe pozițiile trei-șase din fiecare dintre aceste grupe merg în play off. Sezonul se încheie pentru ultimele două echipe din fiecare grupă după încheierea fazei grupelor.

### Play off
Perechile pentru play off sunt stabilite în funcție de clasamentul echipelor la finalul fazei grupelor (A6 vs B3, B6 vs A3, A5 vs B4 și B5 vs A4). Fiecare pereche este decisă prin formatul "acasă și în deplasare", iar învingătoarele în cele două manșe se califică în sferturile de finală. Echipele mai bine clasate în faza grupelor au avantajul dreptului de joc pe teren propriu în manșa secundă.

### Sferturile de finală
Perechile pentru sferturile de finală sunt, de asemenea, stabilite în funcție de clasamentul din faza grupelor (câștigătoarea A5/B4 vs A1, câștigătoarea B5/A4 vs B1, câștigătoarea A6/B3 vs A2, câștigătoarea B6/A3 vs B2). Eșecurile sunt decise prin formatul "acasă și în deplasare", iar cele patru învingătoare în cele două manșe disputate în fiecare pereche avansează în EHF FINAL4. Echipele mai bine clasate în faza grupelor au avantajul dreptului de joc pe teren propriu în manșa secundă.

### EHF FINAL4
Numele oficial al turneului final EHF FINAL4 masculin este EHF FINAL4 Men. Echipele participante la EHF FINAL4 sunt împerecheate pentru semifinale prin tragere la sorți și joacă ultimele două meciuri ale sezonului într-un singur weekend, la un singur loc de desfășurare. Cele două semifinale se joacă într-o zi de sâmbătă, iar meciul pentru locul al treilea și finala au loc duminică.

## Identitate sonoră
La fel ca și identitatea vizuală a mărcii, identitatea sonoră a mărcii va face legătura acustică între diferitele ligi și turnee care se află sub umbrela EHF. Pentru sunetul mărcii EHF, autorii au ajuns la esența "Sunetului handbalului" și au creat un ADN sonor al handbalului ca element recurent în toate aplicațiile audio-vizuale. Lovitura de săritură a fost identificată ca fiind cea mai emblematică și definitorie mișcare de handbal.
Prin analiza video și urmărirea mișcării, aruncarea din săritură a fost extrasă într-un model de design ritmic. Există numeroase oportunități de aplicare a sunetului de marcă, care vor fi dezvoltate în timp. Primele implementări ale noului sunet de marcă EHF vor fi auzite în Liga Campionilor EHF. Caracterul premium al acestui turneu a fost transpus într-un design sonor modern prin intermediul unui nou logo și imn sonor al Ligii Campionilor EHF. Ambele vor prinde viață în arenă și vor completa în mod constant toate comunicările audio-vizuale.
Imnul anterior al Ligii Campionilor EHF este "Imnul Campionilor", folosit până la finalul sezonului 2019/20 și scris exclusiv de compozitorul austriac Roman Kariolou în 2007. Înregistrarea difuzată în timpul ceremoniei de intrare înainte de fiecare meci a fost interpretată de Orchestra Simfonică din Bratislava, condusă de David Hernando.

## Câștigători
Liga Campionilor EHF - din sezonul 1993/1994
| Sezonul | Campioni              | Vicecampioni           |                        | Semifinaliști         | Semifinaliști |
| 2024-25 | SC Magdeburg          | Füchse Berlin          | HBC Nantes             | Barcelona             |               |
| 2023-24 | Barcelona             | Aalborg Håndbold       | THW Kiel               | SC Magdeburg          |               |
| 2022-23 | SC Magdeburg          | Vive Kielce            | Barcelona              | Paris Saint-Germain   |               |
| 2021-22 | Barcelona             | Vive Kielce            | THW Kiel               | MKB Veszprém          |               |
| 2020-21 | Barcelona             | Aalborg Håndbold       | Paris Saint-Germain    | HBC Nantes            |               |
| 2019–20 | THW Kiel              | FC Barcelona           | Paris Saint-Germain    | MKB Veszprém          |               |
| 2018–19 | Vardar Skopje         | MKB Veszprém           | FC Barcelona           | Vive Targi Kielce     |               |
| 2017–18 | Montpellier HB        | HBC Nantes             | Paris Saint-Germain    | Vardar Skopje         |               |
| 2016–17 | Vardar Skopje         | Paris Saint-Germain    | MKB Veszprém           | FC Barcelona          |               |
| 2015–16 | Vive Targi Kielce     | MKB Veszprém           | Paris Saint-Germain    | THW Kiel              |               |
| 2014–15 | FC Barcelona          | MKB Veszprém           | Vive Targi Kielce      | THW Kiel              |               |
| 2013–14 | Flensburg-Handewitt   | THW Kiel               | FC Barcelona           | MKB Veszprém          |               |
| 2012–13 | HSV Hamburg           | FC Barcelona           | Vive Targi Kielce      | THW Kiel              |               |
| 2011–12 | THW Kiel              | Atlético de Madrid     | AG København           | Füchse Berlin         |               |
| 2010–11 | FC Barcelona          | BM Ciudad Real         | Rhein-Neckar Löwen     | HSV Hamburg           |               |
| 2009–10 | THW Kiel              | FC Barcelona           | BM Ciudad Real         | Chekhovskiye Medvedi  |               |
| 2008–09 | BM Ciudad Real        | THW Kiel               | HSV Hamburg            | Rhein-Neckar Löwen    |               |
| 2007–08 | BM Ciudad Real        | THW Kiel               | HSV Hamburg            | FC Barcelona          |               |
| 2006–07 | THW Kiel              | SG Flensburg-Handewitt | Portland San Antonio   | BM Valladolid         |               |
| 2005–06 | BM Ciudad Real        | Portland San Antonio   | SG Flensburg-Handewitt | MKB Veszprém          |               |
| 2004–05 | FC Barcelona          | BM Ciudad Real         | Celje Pivovarna Laško  | Montpellier HB        |               |
| 2003–04 | Celje Pivovarna Laško | SG Flensburg-Handewitt | BM Ciudad Real         | SC Magdeburg          |               |
| 2002–03 | Montpellier HB        | Portland San Antonio   | Prule 67 Ljubljana     | Fotex KC Veszprém     |               |
| 2001–02 | SC Magdeburg          | Fotex KC Veszprém      | Kolding IF             | Portland San Antonio  |               |
| 2000–01 | Portland San Antonio  | FC Barcelona           | Celje Pivovarna Laško  | THW Kiel              |               |
| 1999–00 | FC Barcelona          | THW Kiel               | Celje Pivovarna Laško  |                       |               |
| 1998–99 | FC Barcelona          | RK Zagreb              | Celje Pivovarna Laško  | Portland San Antonio  |               |
| 1997–98 | FC Barcelona          | RK Zagreb              | TBV Lemgo              | Celje Pivovarna Laško |               |
| 1996–97 | FC Barcelona          | RK Zagreb              | Celje Pivovarna Laško  | THW Kiel              |               |
| 1995–96 | FC Barcelona          | CD Bidasoa             | Pfadi Winterthur       | THW Kiel              |               |
| 1994–95 | CD Bidasoa            | RK Zagreb              | THW Kiel               | CB Cantabria          |               |
| 1993–94 | CB Cantabria          | ABC Braga              | UHK West Wien          | USAM Nîmes            |               |

- Rezultatele Finalelor ale Ligii Campionilor EHF de Handbal Masculin

| Liga Campionilor EHF de Handbal Masculin 2025 |                         |                        |
| Finala                                        |                         |                        |
| SC Magdeburg                                  | 32 - 26                 | Füchse Berlin          |
| Liga Campionilor EHF de Handbal Masculin 2024 |                         |                        |
| Finala                                        |                         |                        |
| FC Barcelona                                  | 31 - 30                 | Aalborg Håndbold       |
| Liga Campionilor EHF de Handbal Masculin 2023 |                         |                        |
| Finala                                        |                         |                        |
| SC Magdeburg                                  | 30 - 29                 | Vive Kielce            |
| Liga Campionilor EHF de Handbal Masculin 2022 |                         |                        |
| Finala                                        |                         |                        |
| FC Barcelona                                  | 37 - 35                 | Vive Kielce            |
| Liga Campionilor EHF de Handbal Masculin 2021 |                         |                        |
| Finala                                        |                         |                        |
| FC Barcelona                                  | 36 - 23                 | Aalborg Håndbold       |
| Liga Campionilor EHF de Handbal Masculin 2020 |                         |                        |
| Finala                                        |                         |                        |
| THW Kiel                                      | 33 - 28                 | FC Barcelona           |
| Liga Campionilor EHF de Handbal Masculin 2019 |                         |                        |
| Finala                                        |                         |                        |
| Vardar Skopje                                 | 27 - 24                 | MKB Veszprém           |
| Liga Campionilor EHF de Handbal Masculin 2018 |                         |                        |
| Finala                                        |                         |                        |
| HBC Nantes                                    | 27 - 32                 | Montpellier HB         |
| Liga Campionilor EHF de Handbal Masculin 2017 |                         |                        |
| Finala                                        |                         |                        |
| Paris Saint-Germain                           | 23 - 24                 | Vardar Skopje          |
| Liga Campionilor EHF de Handbal Masculin 2016 |                         |                        |
| Finala                                        |                         |                        |
| Vive Targi Kielce                             | 39 - 38                 | MKB Veszprém           |
| Liga Campionilor EHF de Handbal Masculin 2015 |                         |                        |
| Finala                                        |                         |                        |
| FC Barcelona                                  | 28 - 23                 | MKB Veszprém           |
| Liga Campionilor EHF de Handbal Masculin 2014 |                         |                        |
| Finala                                        |                         |                        |
| Flensburg-Handewitt                           | 30 - 28                 | THW Kiel               |
| Liga Campionilor EHF de Handbal Masculin 2013 |                         |                        |
| Finala                                        |                         |                        |
| FC Barcelona                                  | 29 - 30                 | HSV Hamburg            |
| Liga Campionilor EHF de Handbal Masculin 2012 |                         |                        |
| Finala                                        |                         |                        |
| THW Kiel                                      | 26 - 21                 | Atlético Madrid        |
| Liga Campionilor EHF de Handbal Masculin 2011 |                         |                        |
| Finala                                        |                         |                        |
| FC Barcelona                                  | 27 - 24                 | BM Ciudad Real         |
| Liga Campionilor EHF de Handbal Masculin 2010 |                         |                        |
| Finala                                        |                         |                        |
| FC Barcelona                                  | 34 - 36                 | THW Kiel               |
| Liga Campionilor EHF de Handbal Masculin 2009 |                         |                        |
| Finala                                        |                         |                        |
| THW Kiel                                      | 66 - 67 (39-34 / 27-33) | BM Ciudad Real         |
| Liga Campionilor EHF de Handbal Masculin 2008 |                         |                        |
| Finala                                        |                         |                        |
| BM Ciudad Real                                | 58 - 54 (27-29 / 31-25) | THW Kiel               |
| Liga Campionilor EHF de Handbal Masculin 2007 |                         |                        |
| Finala                                        |                         |                        |
| SG Flensburg-Handewit                         | 55 - 57 (28-28 / 27-29) | THW Kiel               |
| Liga Campionilor EHF de Handbal Masculin 2006 |                         |                        |
| Finala                                        |                         |                        |
| Portland San Antonio                          | 47 - 62 (19-25 / 28-37) | BM Ciudad Real         |
| Liga Campionilor EHF de Handbal Masculin 2005 |                         |                        |
| Finala                                        |                         |                        |
| BM Ciudad Real                                | 55 - 56 (28-27 / 27-29) | FC Barcelona           |
| Liga Campionilor EHF de Handbal Masculin 2004 |                         |                        |
| Finala                                        |                         |                        |
| RK Celje                                      | 62 - 58 (34-28 / 28-30) | SG Flensburg-Handewitt |
| Liga Campionilor EHF de Handbal Masculin 2003 |                         |                        |
| Finala                                        |                         |                        |
| Portland San Antonio                          | 46 - 50 (27-19 / 19-31) | Montpellier HB         |
| Liga Campionilor EHF de Handbal Masculin 2002 |                         |                        |
| Finala                                        |                         |                        |
| MKB Veszprém                                  | 48 - 51 (23-21 / 25-30) | SC Magdeburg           |
| Liga Campionilor EHF de Handbal Masculin 2001 |                         |                        |
| Finala                                        |                         |                        |
| FC Barcelona                                  | 49 - 52 (24-30 / 25-22) | Portland San Antonio   |
| Liga Campionilor EHF de Handbal Masculin 2000 |                         |                        |
| Finala                                        |                         |                        |
| THW Kiel                                      | 52 - 54 (28-25 / 24-29) | FC Barcelona           |
| Liga Campionilor EHF de Handbal Masculin 1999 |                         |                        |
| Finala                                        |                         |                        |
| Badel 1862 Zagreb                             | 40 - 51 (22-22 / 18-29) | FC Barcelona           |
| Liga Campionilor EHF de Handbal Masculin 1998 |                         |                        |
| Finala                                        |                         |                        |
| FC Barcelona                                  | 56 - 40 (28-18 / 28-22) | Badel 1862 Zagreb      |
| Liga Campionilor EHF de Handbal Masculin 1997 |                         |                        |
| Finala                                        |                         |                        |
| FC Barcelona                                  | 61 - 45 (31-22 / 30-23) | Badel 1862 Zagreb      |
| Liga Campionilor EHF de Handbal Masculin 1996 |                         |                        |
| Finala                                        |                         |                        |
| FC Barcelona                                  | 46 - 38 (23-15 / 23-23) | Elgorriaga Bidasoa     |
| Liga Campionilor EHF de Handbal Masculin 1995 |                         |                        |
| Finala                                        |                         |                        |
| Elgorriaga Bidasoa                            | 56 - 47 (30-20 / 26-27) | RK Zagreb              |
| Liga Campionilor EHF de Handbal Masculin 1994 |                         |                        |
| Finala                                        |                         |                        |
| Académico BC Braga                            | 43 - 45 (22-22 / 21-23) | TEKA Santander         |

### Trofee pe club
| Club Sportiv         | Campioni | Locul 2 | Anii câștigării                                                  | Anii pierdanți         |
| -------------------- | -------- | ------- | ---------------------------------------------------------------- | ---------------------- |
| FC Barcelona         | 11       | 4       | 1996, 1997, 1998, 1999, 2000, 2005, 2011, 2015, 2021, 2022, 2024 | 2001, 2010, 2013, 2020 |
| THW Kiel             | 4        | 4       | 2007, 2010, 2012, 2020                                           | 2000, 2008, 2009, 2014 |
| MB Ciudad Real       | 3        | 2       | 2006, 2008, 2009                                                 | 2005, 2011             |
| Montpellier          | 2        | 0       | 2003, 2018                                                       |                        |
| Vardar Skopje        | 2        | 0       | 2017, 2019                                                       |                        |
| Magdeburg            | 3        | 0       | 2002, 2023, 2025                                                 |                        |
| Flensburg-Handewitt  | 1        | 2       | 2014                                                             | 2004, 2007             |
| Portland San Antonio | 1        | 2       | 2001                                                             | 2003, 2006             |
| Vive Targi Kielce    | 1        | 2       | 2016                                                             | 2022, 2023             |
| Elgorriaga Bidasoa   | 1        | 1       | 1995                                                             | 1996                   |
| HSV Hamburg          | 1        | 0       | 2013                                                             |                        |
| Celje                | 1        | 0       | 2004                                                             |                        |
| TEKA Santander       | 1        | 0       | 1994                                                             |                        |
| Badel 1862 Zagreb    | 0        | 4       |                                                                  | 1995, 1997, 1998, 1999 |
| MKB Veszprém         | 0        | 4       |                                                                  | 2002, 2015, 2016, 2019 |
| Aalborg Håndbold     | 0        | 2       |                                                                  | 2021, 2024             |
| HBC Nantes           | 0        | 1       |                                                                  | 2018                   |
| Paris Saint-Germain  | 0        | 1       |                                                                  | 2017                   |
| Atlético de Madrid   | 0        | 1       |                                                                  | 2012                   |
| ABC Braga            | 0        | 1       |                                                                  | 1994                   |
| Füchse Berlin        | 0        | 1       |                                                                  | 2025                   |

### Trofee pe țară
| Țara              | Campioni | Locul 2 | Finale |
| ----------------- | -------- | ------- | ------ |
| Spania            | 17       | 10      | 27     |
| Germania          | 9        | 7       | 16     |
| Franța            | 2        | 2       | 4      |
| Macedonia de Nord | 2        | 0       | 2      |
| Polonia           | 1        | 2       | 3      |
| Slovenia          | 1        | 0       | 1      |
| Croația           | 0        | 4       | 4      |
| Ungaria           | 0        | 4       | 4      |
| Danemarca         | 0        | 2       | 2      |
| Portugalia        | 0        | 1       | 1      |

## Câștigători
Cupa Campionilor Europeni (organizat de IHF)
| Sezonul | Campioni             | Vicecampioni            |                         | Semifinaliști        | Semifinaliști |
| 1992–93 | RK Zagreb            | SG Wallau-Massenheim    | Vénissieux handball     | FC Barcelona         |               |
| 1991–92 | RK Zagreb            | GD TEKA Santander       | Kolding IF              | FC Barcelona         |               |
| 1990–91 | FC Barcelona         | Proleter Zrenjanin      | ETI Bisküiler           | Dinamo Astrakhan     |               |
| 1989–90 | SKA Minsk            | FC Barcelona            | TUSEM Essen             | US Créteil Handball  |               |
| 1988–89 | SKA Minsk            | Steaua MFA București    | SC Magdeburg            | HK Drott             |               |
| 1987–88 | CSKA Moskva          | TUSEM Essen             | Metaloplastika Šabac    | Elgorriaga Bidasoa   |               |
| 1986–87 | SKA Minsk            | Wybrzeże Gdańsk         | TUSEM Essen             | Metaloplastika Šabac |               |
| 1985–86 | Metaloplastika Šabac | Wybrzeże Gdańsk         | Steaua MFA București    | Atlético Madrid      |               |
| 1984–85 | Metaloplastika Šabac | Atlético Madrid         | FH Hafnarfjörður        | Dukla Praga          |               |
| 1983–84 | Dukla Praga          | Metaloplastika Šabac    | VfL Gummersbach         | Budapest Honvéd FC   |               |
| 1982–83 | VfL Gummersbach      | CSKA Moskva             | FC Barcelona            | Metaloplastika Šabac |               |
| 1981–82 | Budapest Honvéd FC   | TSV St. Omar St. Gallen | Helsingør IF            | TV Großwallstadt     |               |
| 1980–81 | SC Magdeburg         | Slovan Ljubljana        | LUGI HF                 | CSKA Moskva          |               |
| 1979–80 | TV Großwallstadt     | Valur Reykjavík         | Dukla Praga             | Atlético Madrid      |               |
| 1978–79 | TV Großwallstadt     | Empor Rostock           | Budapest Honvéd FC      | Dinamo București     |               |
| 1977–78 | SC Magdeburg         | Śląsk Wrocław           | Budapest Honvéd FC      | CB Calpisa           |               |
| 1976–77 | Steaua MFA București | CSKA Moskva             | KFUM Fredericia         | VfL Gummersbach      |               |
| 1975–76 | Borac Banja Luka     | KFUM Fredericia         | VfL Gummersbach         | Fredensborg/Ski      |               |
| 1974–75 | ASK Frankfurt/Oder   | Borac Banja Luka        | VfL Gummersbach         | Steaua MFA București |               |
| 1973–74 | VfL Gummersbach      | MAI Moscova             |                         |                      |               |
| 1972–73 | MAI Moscova          | Partizan Bjelovar       | SC Leipzig              | SolK Hellas          |               |
| 1971–72 | Partizan Bjelovar    | VfL Gummersbach         | MAI Moscova             |                      |               |
| 1970–71 | VfL Gummersbach      | Steaua MFA București    | Sporting CP             | Partizan Bjelovar    |               |
| 1969–70 | VfL Gummersbach      | Dynamo Berlin           | Steaua MFA București    | RK Crvenka           |               |
| 1967–68 | Steaua MFA București | Dukla Praga             | Dynamo Berlin           | Partizan Bjelovar    |               |
| 1966–67 | VfL Gummersbach      | Dukla Praga             | SK Cuncevo              | Dinamo București     |               |
| 1965–66 | SC Leipzig           | Budapest Honvéd FC      | Dukla Praga             | Aarhus KFUM          |               |
| 1964–65 | Dinamo București     | Medveščak Zagreb        | Grasshopper-Club Zürich | Ajax København       |               |
| 1962–63 | Dukla Praga          | Dinamo București        | Frisch Auf Göppingen    | Ajax København       |               |
| 1961–62 | Frisch Auf Göppingen | Partizan Bjelovar       | Dukla Praga             | Skovbakken Århus     |               |
| 1959–60 | Frisch Auf Göppingen | AGF Århus               | Dinamo București        | USC Paris            |               |
| 1958–59 | Redbergslids IK      | Frisch Auf Göppingen    | Helsingør IF            | Dinamo București     |               |
| 1956–57 | Praha                | Örebro                  | København               | Paris                |               |

## Rezultatele Finalelor Cupa Campionilor Europeni de Handbal Masculin
| Liga Campionilor EHF de Handbal Masculin 1993 |          |              |
| Finala                                        |          |              |
| FC Barcelona                                  | 28 - 23' | MKB Veszprém |
| Liga Campionilor EHF de Handbal Masculin 1992 |          |              |
| Finala                                        |          |              |
| Flensburg-Handewitt                           | 30 - 28  | THW Kiel     |
| Liga Campionilor EHF de Handbal Masculin 1991 |          |              |
| Finala                                        |          |              |
| FC Barcelona                                  | 29 - 30  | HSV Hamburg  |
| Liga Campionilor EHF de Handbal Masculin 1991 |          |              |
| Finala                                        |          |              |
| Franța                                        | 25 - 21  | Croația      |
| Liga Campionilor EHF de Handbal Masculin 1990 |          |              |
| Finala                                        |          |              |
| Danemarca                                     | 24 - 20  | Croația      |
| Liga Campionilor EHF de Handbal Masculin 1989 |          |              |
| Finala                                        |          |              |
| Franța                                        | 31 - 23  | Spania       |
| Liga Campionilor EHF de Handbal Masculin 1988 |          |              |
| Finala                                        |          |              |
| Germania                                      | 30 - 25  | Slovenia     |
| Finala Mică                                   |          |              |
| Croația                                       | 27 - 31  | Danemarca    |
| Liga Campionilor EHF de Handbal Masculin 1987 |          |              |
| Finala                                        |          |              |
| Germania                                      | 31 - 33  | Suedia       |
| Finala Mică                                   |          |              |
| Danemarca                                     | 29 - 22  | Islanda      |
| Liga Campionilor EHF de Handbal Masculin 2007 |          |              |
| Finala                                        |          |              |
| Rusia                                         | 31 - 32  | Suedia       |
| Finala Mică                                   |          |              |
| Franța                                        | 23 - 24  | Spania       |
| Campionatul European de Handbal masculin 1998 |          |              |
| Finala                                        |          |              |
| Spania                                        | 23 - 25  | Suedia       |
| Finala Mică                                   |          |              |
| Rusia                                         | 28 - 30  | Germania     |
| Campionatul European de Handbal masculin 1996 |          |              |
| Finala                                        |          |              |
| Rusia                                         | 23 - 22  | Spania       |
| Finala Mică                                   |          |              |
| Suedia                                        | 25 - 26  | Yugoslavia   |
| Campionatul European de Handbal masculin 1994 |          |              |
| Finala                                        |          |              |
| Rusia                                         | 21 - 34  | Suedia       |
| Finala Mică                                   |          |              |
| Danemarca                                     | 23 - 24  | Croația      |

## Statistici

### Trofee pe club
| Club Sportiv         | Câștigător | Locul 2 | Anii câștigării              | Anii locului 2 |
| -------------------- | ---------- | ------- | ---------------------------- | -------------- |
| VfL Gummersbach      | 5          | 1       | 1967, 1970, 1971, 1974, 1983 | 1972           |
| Dukla Prague         | 3          | 2       | 1957, 1963, 1984             | 1967, 1968     |
| SKA Minsk            | 3          | 0       | 1987, 1989, 1990             |                |
| Steaua MFA București | 2          | 2       | 1968, 1977                   | 1971, 1989     |
| Frisch Auf Göppingen | 2          | 1       | 1960, 1962                   | 1959           |
| Metaloplastika Šabac | 2          | 1       | 1985, 1986                   | 1984           |
| SC Magdeburg         | 2          | 0       | 1978, 1981                   |                |
| RK Zagreb            | 2          | 0       | 1992, 1993                   |                |
| TV Grosswallstadt    | 2          | 0       | 1979, 1980                   |                |
| RK Bjelovar          | 1          | 2       | 1972                         | 1962, 1973     |
| CSKA Moskva          | 1          | 2       | 1988                         | 1977, 1983     |
| Dinamo București     | 1          | 1       | 1965                         | 1963           |
| MAI Moskva           | 1          | 1       | 1973                         | 1974           |
| Borac Banja Luka     | 1          | 1       | 1976                         | 1975           |
| Budapest Honvéd      | 1          | 1       | 1982                         | 1966           |
| FC Barcelona         | 1          | 1       | 1991                         | 1990           |
| Redbergslid IK       | 1          | 0       | 1959                         |                |
| SC Leipzig           | 1          | 0       | 1966                         |                |
| ASK Frankfurt/Oder   | 1          | 0       | 1975                         |                |
| CB Cantabria         | 0          | 1       |                              | 1992           |

### Trofee pe țară
| Țara                  | Campioni | Locul 2 | Finale |
| --------------------- | -------- | ------- | ------ |
| Germania              | 13       | 6       | 19     |
| România               | 3        | 3       | 6      |
| Croația               | 3        | 3       | 6      |
| Cehia                 | 3        | 2       | 5      |
| Belarus               | 3        | 0       | 3      |
| Rusia                 | 2        | 3       | 5      |
| Serbia                | 2        | 2       | 4      |
| Spania                | 1        | 3       | 4      |
| Bosnia și Herțegovina | 1        | 1       | 2      |
| Ungaria               | 1        | 1       | 2      |
| Suedia                | 1        | 1       | 2      |
| Polonia               | 0        | 3       | 3      |
| Danemarca             | 0        | 2       | 2      |
| Elveția               | 0        | 1       | 1      |
| Slovenia              | 0        | 1       | 1      |
| Islanda               | 0        | 1       | 1      |